# 大正村 (鳥取県)
大正村（たいしょうそん）は、鳥取県気高郡にあった自治体である。

## 概要
現在の鳥取市古海・徳尾・菖蒲・服部・野寺、および緑ケ丘1丁目・南安長1丁目の各一部に当たり、千代川下流左岸の沖積地に位置した。
元々は蒲野部村と海徳村が組合役場を設置していたが、これを発展的解消し、時の年号を村名として大正村とした。
鳥取市とは千代川を境として近接していたため合併の話が上がり、1937年（昭和12年）10月に協定書まで出来ていたが、同年12月の村議会議員選挙で合併反対派が多数を占めて白紙撤回となった。

## 沿革
- 1917年（大正6年）10月1日 - 蒲野部村と海徳村が合併して大正村が発足。役場位置を大字古海字下村土居ノ下820番地に定める[4]。
- 1943年（昭和18年）9月10日 - 鳥取地震発生。小学校が倒壊し校長と職員が殉職[3]。
- 1953年（昭和28年）7月1日 - 鳥取市に編入。同日大正村廃止[5]。

## 行政

### 歴代村長
| 氏名          | 就任年月日                 | 退任年月日                 | 備考                     |
| ------------- | -------------------------- | -------------------------- | ------------------------ |
| 小林富蔵      | 1917年（大正6年）10月1日   | 1918年（大正7年）2月9日    | 前・蒲野部村海徳村組合長 |
| 岡田竜一      | 1918年（大正7年）2月7日    | 1918年（大正7年）4月1日    |                          |
| 稲本新蔵      | 1918年（大正7年）7月15日   | 1920年（大正9年）4月30日   |                          |
| 稲本新蔵      | 1920年（大正9年）5月7日    | 1920年（大正9年）7月29日   | 村長臨時代理者           |
| 土師保蔵      | 1920年（大正9年）7月29日   | 1922年（大正11年）8月23日  |                          |
| 田中米蔵      | 1923年（大正12年）1月27日  | 1924年（大正13年）8月29日  |                          |
| 稲本新蔵      | 1924年（大正13年）10月13日 | 1928年（昭和3年）3月31日   |                          |
| 前嶋熊太郎    | 1928年（昭和3年）6月1日    | 1932年（昭和7年）5月31日   |                          |
| 土師保蔵      | 1932年（昭和7年）8月20日   | 1935年（昭和10年）10月6日  |                          |
| 前嶋熊太郎    | 1935年（昭和10年）10月15日 | 1936年（昭和11年）3月20日  |                          |
| 宮脇善純      | 1936年（昭和11年）3月30日  | 1937年（昭和12年）10月3日  |                          |
| 野口憲春      | 1937年（昭和12年）10月5日  | 1937年（昭和12年）10月8日  | 職務管掌                 |
| 衣笠直市      | 1937年（昭和12年）11月25日 | 1937年（昭和12年）12月4日  | 村長臨時代理者           |
| 中山源蔵      | 1937年（昭和12年）12月4日  | 1938年（昭和13年）6月18日  |                          |
| 青山猶幸      | 1938年（昭和13年）6月18日  | 1938年（昭和13年）9月10日  | 職務管掌                 |
| 村上善市      | 1938年（昭和13年）9月10日  | 1939年（昭和14年）2月23日  | 村長臨時代理者           |
| 前嶋熊太郎    | 1939年（昭和14年）2月23日  | 1946年（昭和21年）11月15日 |                          |
| 石脇善継      | 1946年（昭和21年）11月16日 | 1947年（昭和22年）4月7日   | 村長代理助役             |
| 依藤利郎      | 1947年（昭和22年）4月8日   | 1948年（昭和23年）7月13日  |                          |
| 宮脇善継      | 1948年（昭和23年）8月17日  | 1952年（昭和27年）8月15日  |                          |
| 川口慈教      | 1952年（昭和27年）8月16日  | 1953年（昭和28年）6月30日  |                          |
| 参考文献 - ・ |                            |                            |                          |

1937年（昭和12年）以来の村内対立のため県事務官が村長職務管掌として派遣されたものの円滑にいかず、立田清辰知事が元中ノ郷村助役であった村上善市に依頼した。

## 教育
- 大正小学校（現・鳥取市立大正小学校）
- 大東中学校（後に鳥取市立大東中学校となり、現在は鳥取市立高草中学校）

## 主要施設
- 鳥取刑務所：1892年（明治25年）、県会議員の加藤齢太郎が鳥取監獄を古海（現在の千代テニス場の場所）に誘致し農家の肥料問題を有利にした。1978年（昭和53年）に移転するまで所在[3][7]。

## 交通

### 鉄道
- 山陰本線：村域の北側を通るが駅は無し（最寄りは鳥取駅）

### 道路
- 吉岡街道（松保村#道路を参照）
  - 千代橋：古海と鳥取市行徳を結ぶ橋。古海の渡しに代わるものとして1883年（明治16年）に長い木橋が架設される。1931年（昭和6年）11月19日に鋼鉄製16連プレートガーダー橋が起工し翌年11月28日竣工。2003年（平成15年）に現橋の開通により解体された[8]。